# Bessa
Bessa (en grec antic Βήσσα) era el nom de una antiga ciutat grega de la Lòcrida que Homer menciona al "Catàleg de les naus" de la Ilíada.
En temps d'Estrabó, Bessa ja no existia i el lloc on possiblement estava situada s'havia convertit en un bosc. Afegeix que el seu nom Βήσσα, amb doble sigma, significa que és un lloc boscós, un congost muntanyenc, i que es diferència d'una altra ciutat a l'Àtica, anomenada Βήσα, amb una sola sigma.